# The Keep Calm & Play Louder Tour
The Keep Calm & Play Louder Tour es la segunda gira de teatros realizada por la banda británica de pop rock McFly. La gira comenzó el 7 de marzo de 2012 y concluyó el 21 de abril de ese mismo año y en ella se promueve el material de los cinco álbumes de estudio del grupo, así como nuevo material de su próximo sexto material de estudio.
Con motivo de la gira, la banda inició una competición abierta a todo el mundo llamada Battle of the Bands a través de su página web para que los internautas eligiesen a 26 bandas para que actuasen como teloneros en las diferentes fechas de la gira.

## Lista de canciones
1. «Nowhere Left To Run»
2. «One for the Radio»
3. «Star Girl»
4. «I Wanna Hold You»
5. «Transylvania»
6. «Do What You Want»
7. «Broccoli»
8. «Lies»
9. «Red»
10. «Sorry's Not Good Enough»
11. «POV»
12. «She Falls Asleep»
13. «Down Goes Another One»
14. «Obviously»
15. «All About You»
16. «Touch The Rain»
17. «No Worries»
18. «Everybody Knows»

A. «Livin' on a Prayer»
B. «We Found Love»
C. «What Makes You Beautiful»
D. «Year 3000»
E. «Somebody That I Used To Know»
F. «I Wanna Dance With Somebody (Who Loves Me)»
19. «5 colours in her hair»
Bis
20. «Walk In The Sun»
21. «Shine a Light»

## Fechas de la gira
| Fecha       | Ciudad              | Lugar                    |
| ----------- | ------------------- | ------------------------ |
| 7 de marzo  | Portsmouth          | Portsmouth Guildhall     |
| 9 de marzo  | Sheffield           | City Hall                |
| 10 de marzo | Manchester          | O2 Manchester Apollo     |
| 11 de marzo | Oxford              | New Theatre              |
| 13 de marzo | Margate             | Winter Gardens           |
| 14 de marzo | Folkestone          | Leas Cliff Hall          |
| 16 de marzo | Nottingham          | Royal Concert Hall       |
| 17 de marzo | Leeds               | O2 Academy Leeds         |
| 18 de marzo | Stoke-on-Trent      | Hanley Victoria Hall     |
| 21 de marzo | Southampton         | Southampton Guildhall    |
| 22 de marzo | Swindon             | Swindon Oasis            |
| 24 de marzo | Plymouth            | Plymouth Pavilions       |
| 25 de marzo | Torquay             | Torquay Riviera          |
| 26 de marzo | Bristol             | Colston Hall             |
| 28 de marzo | Ipswich             | Regent Theatre           |
| 30 de marzo | Birmingham          | O2 Academy Birmingham    |
| 1 de abril  | Lincoln             | Engine Shed              |
| 3 de abril  | Norwich             | Norwich UEA              |
| 4 de abril  | Southend-on-Sea     | Southend Cliffs Pavilion |
| 6 de abril  | Reading             | Hexagon Theatre          |
| 7 de abril  | Londres             | HMV Hammersmith Apollo   |
| 10 de abril | Cambridge           | Cambridge Corn Exchange  |
| 11 de abril | Preston             | Preston Guild Hall       |
| 13 de abril | Glasgow             | SECC Clyde Auditorium    |
| 14 de abril | Newcastle upon Tyne | O2 Academy Newcastle     |
| 15 de abril | Leicester           | De Montfort Hall         |
| 17 de abril | York                | York Barbican            |
| 19 de abril | Birmingham          | O2 Academy Birmingham    |
| 20 de abril | Londres             | HMV Hammersmith Apollo   |
| 21 de abril | Manchester          | O2 Apollo Manchester     |